# Balram Jakhar
Balram Jakhar (Panjab, Índia, 23 d'agost de 1923-Delhi, Índia, 3 de febrer de 2016) va ser un polític indi. Va ser un parlamentari i va servir com a Governador de Madhya Pradesh des de juny de 2004 fins a juny de 2009. Abans de ser governador, Jakhar va ser el 8è ponent de Lok Sabha, servint des de gener de 1980 fins a novembre de 1989.
Jakhar va morir a causa de complicacions de pneumònia el 3 de febrer de 2016 a Delhi, Índia, a l'edat de 92 anys.